# Ervin Hartman
Ervin Hartman, slovenski dirigent * 17. december 1943, Maribor, Slovenija.
Študiral je rog in tolkala.
Svoje znanje dirigiranja je poglobil pri raznih dirigentih v Sloveniji, drugih evropskih državah in ZDA.
Razen tega je diplomiral na Ekonomski fakulteti v Mariboru.
Kot dirigent je aktiven od leta 1967. Je ravnatelj ljubiteljske glasbene šole v Mariboru, ki jo je ustanovil 1976. Bil je dirigent Pihalnega orkestra KUD Pošta Maribor, ki ga je vodil do leta 2019 in Godbe veteranov Štajerske Ervina Hartmana ter mednarodnega Rotary orkestra. Prav tako je bil tudi dirigent prvega brass banda v Sloveniji Brass Banda Maribor. Kot dirigent, žirant in predavatelj je pogosto gost na različnih seminarjih, simpozijih in tekmovanjih v Sloveniji, Evropi in ZDA. Z različnimi glasbenimi skupinam in orkestri je kot dirigent in glasbenik posnel več tonskih zapisov in sodeloval pri radijskih in TV snemanjih. 
Razen tega je častni predsednik Zveze slovenskih godb in častni član mednarodne glasbene zveze CISM, pri kateri je bil dolgoletni član predsedstva, od tega sedem let kot podpredsednik. Je dolgoletni član WASBE in tudi nekaterih drugih nacionalnih in mednarodnih strokovnih organizacij.
Razen delovanja na organizacijskem področju je aktiven tudi kot dirigent, skladatelj, aranžer, raziskovalec in glasbeni založnik. Posebno pomembna je glasbena založba HARTMAN, ki jo je ustanovil leta 1990 in je preko nje omogočil, posebej slovenskim skladateljem, njihovo predstavitev tudi izven slovenskih meja.
Ljubiteljsko se ukvarja tudi s slikarstvom.